# Vasko Popa
Vasile "Vasko" Popa (ur. 29 czerwca 1922 w Grebenac, zm. 5 stycznia 1991 w  Belgradzie) – serbski poeta.
Jego twórczość nasycona metaforą i groteską jest swego rodzaju traktatem filozoficznym o absurdalności bytu. Łączy ona abstrakcję z konkretem. Cechuje ją prostota i oszczędność słowa. W jego późniejszych wierszach dostrzec można nawiązania do serbskiej mitologii narodowej.

## Wybrane zbiory poezji
- Kora (1953)
- Nepočin-polje (1956)
- Sporedno nebo (1968, polski przekład pt. Boczne niebo z 1975)
- Vusča so (1975)
- Kuća nasred druma (1975)
- Živo meso (1975)

Polski wybór jego wierszy z 1960 roku nosił tytuł Gry. W 2011 Grzegorz Łatuszyński wydał kolejny tomik, zatytułowany Źródło żywego słowa we własnym wyborze i przekładzie.